# Medalla del Cercle d'Escriptors Cinematogràfics al millor guió original
La medalla del Cercle d'Escriptors Cinematogràfics al millor guió original és un guardó cinematogràfic espanyol que concedeix anualment el Cercle d'Escriptors Cinematogràfics (CEC) al qual considera millor guió concebut expressament per al cinema d'una pel·lícula espanyola. Va ser creat en l'edició de 1991 de les medalles que concedeix aquesta associació. Anteriorment, es concedia la Medalla al millor guió, que premiava indistintament els guions originals o adaptats. El trofeu és una senzilla medalla de bronze dissenyada per José González de Ubieta que no va acompanyada de dotació econòmica.
A continuació s'ofereixen diverses taules que contenen una llista dels escriptors guanyadors. En la casella de l'esquerra s'indica l'any en què va ser concedit el premi, que és el següent a aquell en el qual es van estrenar els filmis candidats. Després s'indica el nom de l'escriptor o escriptors guardonats. En la tercera casella s'informa del títol de la pel·lícula l'argument de la qual va merèixer la medalla. Quan es coneix la dada, s'informa en una quarta casella dels noms dels finalistes.

## Anys 1990

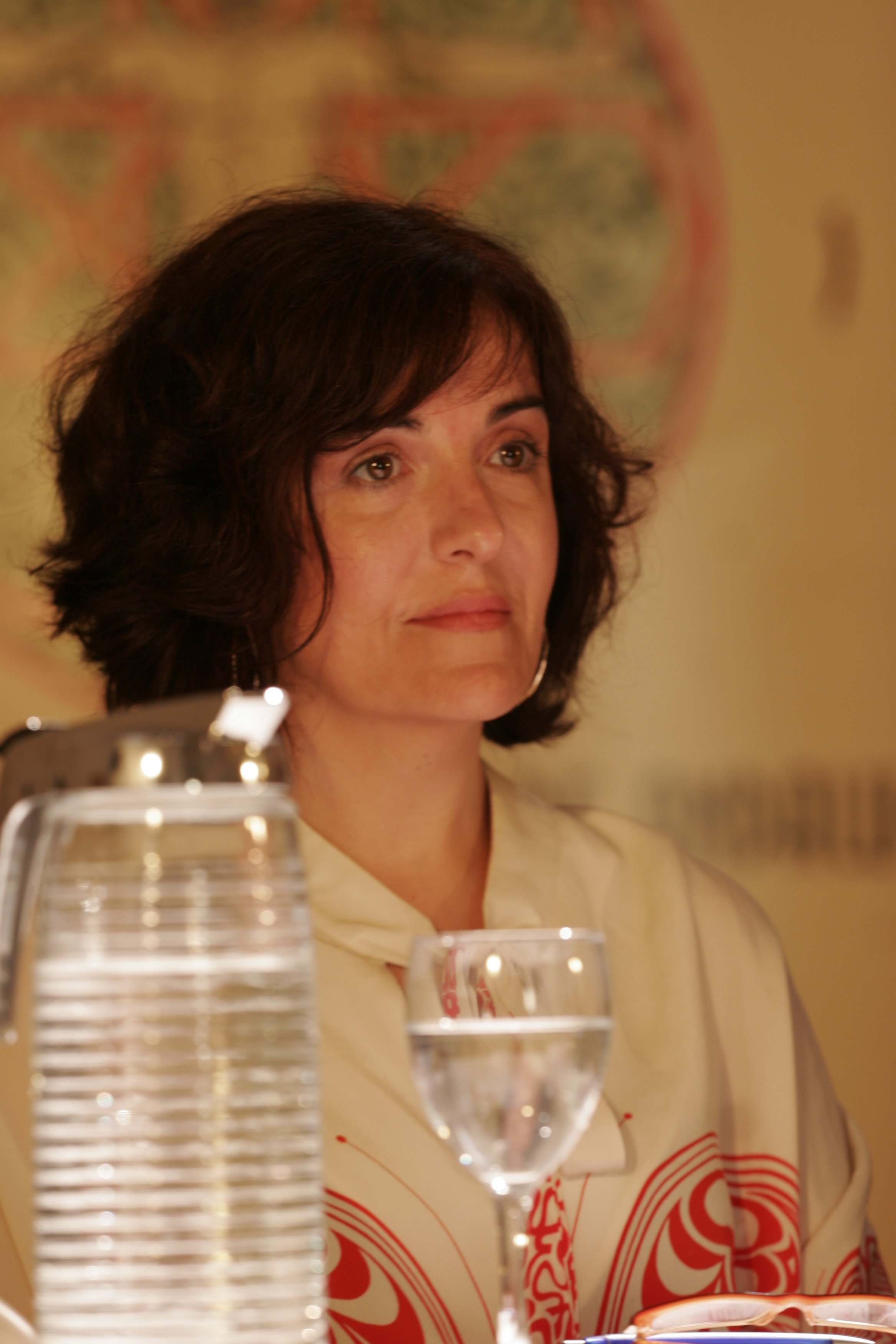
Elvira Lindo va rebre la Medalla en 1999.

| Any  | Guanyador                                                                      | Pel·lícula                     | Notes  |
| ---- | ------------------------------------------------------------------------------ | ------------------------------ | ------ |
| 1990 | No hi hagué certamen                                                           |                                | [ 1 ]  |
| 1991 | Fernando Fernán Gómez José Truchado Reyes                                      | Fuera de juego                 | [ 2 ]  |
| 1992 | Montxo Armendáriz                                                              | Las cartas de Alou             | [ 3 ]  |
| 1993 | Julio Medem Michel Gaztambide                                                  | Vacas                          | [ 4 ]  |
| 1994 | Mario Camus                                                                    | Sombras en una batalla         | [ 5 ]  |
| 1995 | Joaquín Oristrell Yolanda García Serrano Juan Luis Iborra Manuel Gómez Pereira | Todos los hombres sois iguales | [ 6 ]  |
| 1996 | Eliseo Alberto García Tomás Gutiérrez Alea Juan Carlos Tabío                   | Guantanamera                   | [ 7 ]  |
| 1997 | Isabel Coixet                                                                  | Cosas que nunca te dije        | [ 8 ]  |
| 1998 | Montxo Armendáriz                                                              | Secretos del corazón           | [ 9 ]  |
| 1999 | Elvira Lindo Miguel Albaladejo                                                 | La primera noche de mi vida    | [ 10 ] |

## Anys 2000

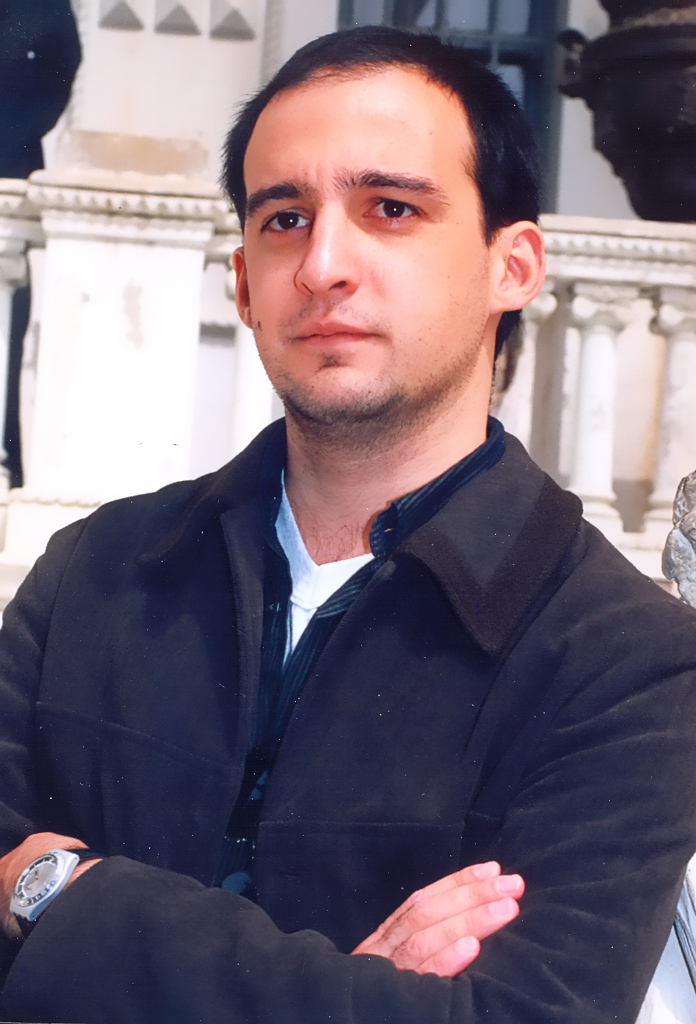
Alejandro Amenábar va rebre la Medalla per Los otros.

| Any  | Guanyador                                 | Pel·lícula                      | Finalistes                                                                     | Notes  |
| ---- | ----------------------------------------- | ------------------------------- | ------------------------------------------------------------------------------ | ------ |
| 2000 | Benito Zambrano                           | Solas                           |                                                                                | [ 11 ] |
| 2001 | Achero Mañas Verónica Fernández           | El Bola                         |                                                                                | [ 12 ] |
| 2002 | Alejandro Amenábar                        | Los otros                       |                                                                                | [ 13 ] |
| 2003 | Fernando León de Aranoa Ignacio del Moral | Los lunes al sol                |                                                                                | [ 14 ] |
| 2004 | Icíar Bollaín Alicia Luna                 | Te doy mis ojos                 |                                                                                | [ 15 ] |
| 2005 | Gracia Querejeta David Planell            | Héctor                          | Alejandro Amenábar y Mateo Gil Ray Loriga José Luis Garci i Horacio Valcárcel  | [ 16 ] |
| 2006 | Isabel Coixet                             | La vida secreta de les paraules | Fernando León de Aranoa Benito Zambrano i Ernesto Chao Catalina Gilabert       | [ 17 ] |
| 2007 | Pedro Almodóvar                           | Volver                          | Guillermo del Toro Jorge Sánchez-Cabezudo Carlos Iglesias                      | [ 18 ] |
| 2008 | Icíar Bollaín Tatiana Rodríguez           | Mataharis                       | David Planell i Gracia Querejeta Jaime Rosales i Enric Rufas Sergio G. Sánchez | [ 19 ] |
| 2009 | Daniel Remón Pablo Remón                  | Casual Day                      | Nacho Vigalondo Mario Camus Agustín Díaz Yanes                                 | [ 20 ] |

## Anys 2010

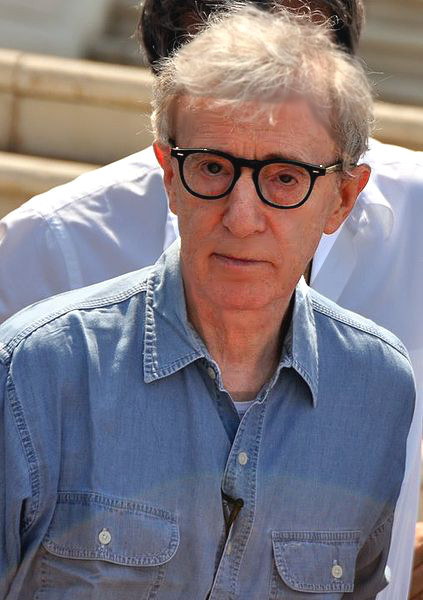
Woody Allen va guanyar la Medalla per Midnight in Paris.

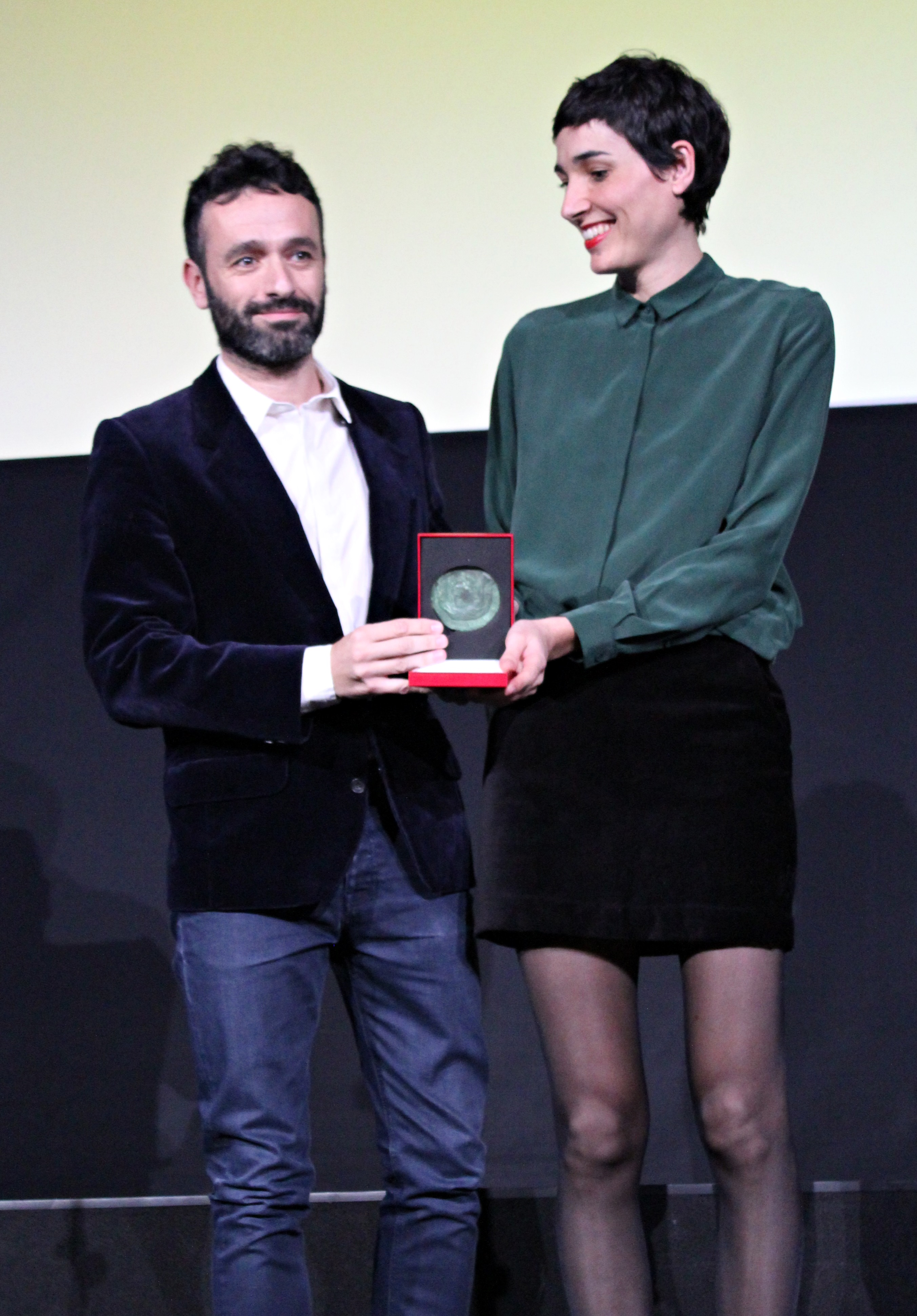
Sorogoyen i Peña guanyaren amb El reino.

| Any  | Guanyador                      | Pel·lícula                           | Finalistes | Notes         |
| ---- | ------------------------------ | ------------------------------------ | --- | ------------- |
| 2010 | David Planell                  | La vergüenza                         | Pedro Almodóvar Borja Cobeaga i Diego San José Isaki Lacuesta i Isa Campo                                        | [ 21 ]        |
| 2011 | Paul Laverty                   | También la lluvia                    | Chris Sparling Albert Espinosa i Pau Freixas Alejandro González Iñárritu, Armando Bó i Nicolás Giacobone         | [ 22 ]        |
| 2012 | Woody Allen                    | Midnight in Paris                    | Enrique Urbizu i Michel Gaztambide Miguel Barros Martí Roca, Sergi Belbel, Cristina Clemente i Aintza Serra      | [ 23 ]        |
| 2013 | Pablo Berger                   | Blancaneu                            | Alberto Rodríguez i Rafael Cobos Fernando Trueba i Jean-Claude Carrière Sergio G. Sánchez                        | [ 24 ] [ 25 ] |
| 2014 | David Trueba                   | Vivir es fácil con los ojos cerrados | Gracia Querejeta i Antonio Santos Mercero Isabel Peña i Rodrigo Sorogoyen Juan Cavestany                         | [ 26 ] [ 27 ] |
| 2015 | Rafael Cobos Alberto Rodríguez | La isla mínima                       | Daniel Monzón i Jorge Guerricaechevarría Carlos Vermut Damián Szifron Borja Cobeaga i Diego San José             | [ 28 ] [ 29 ] |
| 2016 | Cesc Gay Tomàs Aragay          | Truman                               | Daniel Guzmán Alberto Marini Julio Medem Juan Miguel del Castillo                                                | [ 30 ] [ 31 ] |
| 2017 | Raúl Arévalo David Pulido      | Tarde para la ira                    | Paul Laverty Rodrigo Sorogoyen i Isabel Peña Andrés Duprat                                                       | [ 32 ] [ 33 ] |
| 2018 | Carla Simón                    | Estiu 1993                           | Pablo Berger Paco Plaza i Fernando Navarro Jon Garaño, Aitor Arregi Galdos, José Mari Goenaga i Andoni de Carlos | [ 34 ] [ 35 ] |
| 2019 | Isabel Peña Rodrigo Sorogoyen  | El reino                             | Javier Fesser i David Marqués Carlos Vermut Asghar Farhadi                                                       | [ 36 ] [ 37 ] |

## Anys 2020

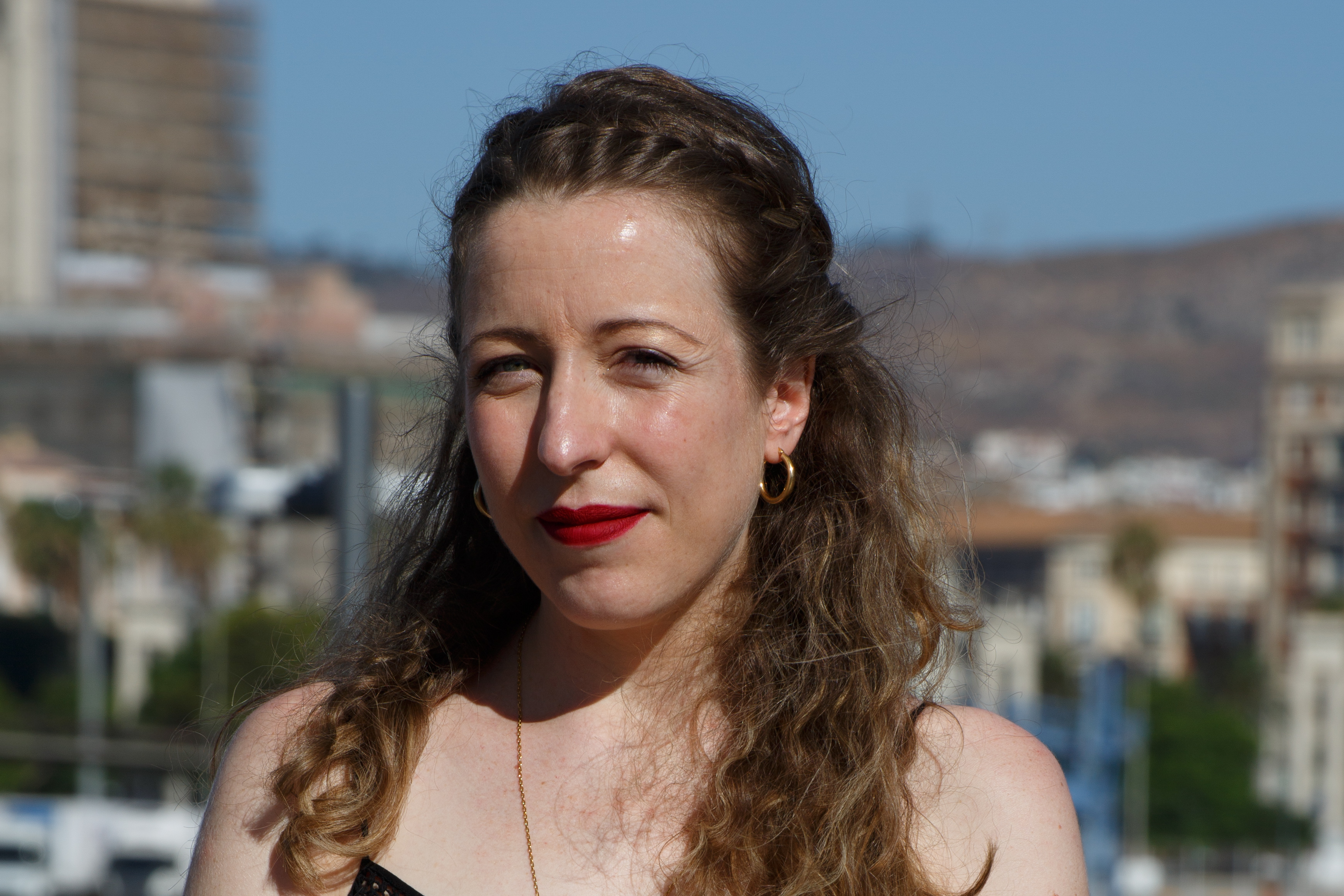
Pilar Palomero va rebre la medalla pel seu primer llargmetratge.

| Any  | Guanyador                     | Pel·lícula            | Finalistes | Notes         |
| ---- | ----------------------------- | --------------------- | --- | ------------- |
| 2020 | Pedro Almodóvar               | Dolor y gloria        | Alejandro Amenábar i Alejandro Hernández Luiso Berdejo i Jose Mari Goenaga Santiago Fillol i Óliver Laxe       | [ 38 ] [ 39 ] |
| 2021 | Pilar Palomero                | Las niñas             | Alicia Luna i Icíar Bollaín Coral Cruz i Valentina Viso Antonio Mercero i Gracia Querejeta Alejandro Hernández | [ 40 ] [ 41 ] |
| 2022 | Rodrigo Cortés David Safier   | L'amor en el seu lloc | Fernando León de Aranoa Icíar Bollaín i Isa Campo Marina Rodríguez Colás                                       | [ 42 ] [ 43 ] |
| 2023 | Isabel Peña Rodrigo Sorogoyen | As bestas             | Alauda Ruiz de Azúa Carla Simón i Arnau Vilaró Alberto Rodríguez i Rafael Cobos                                | [ 44 ] [ 45 ] |